# Bezirksmuseum Döbling

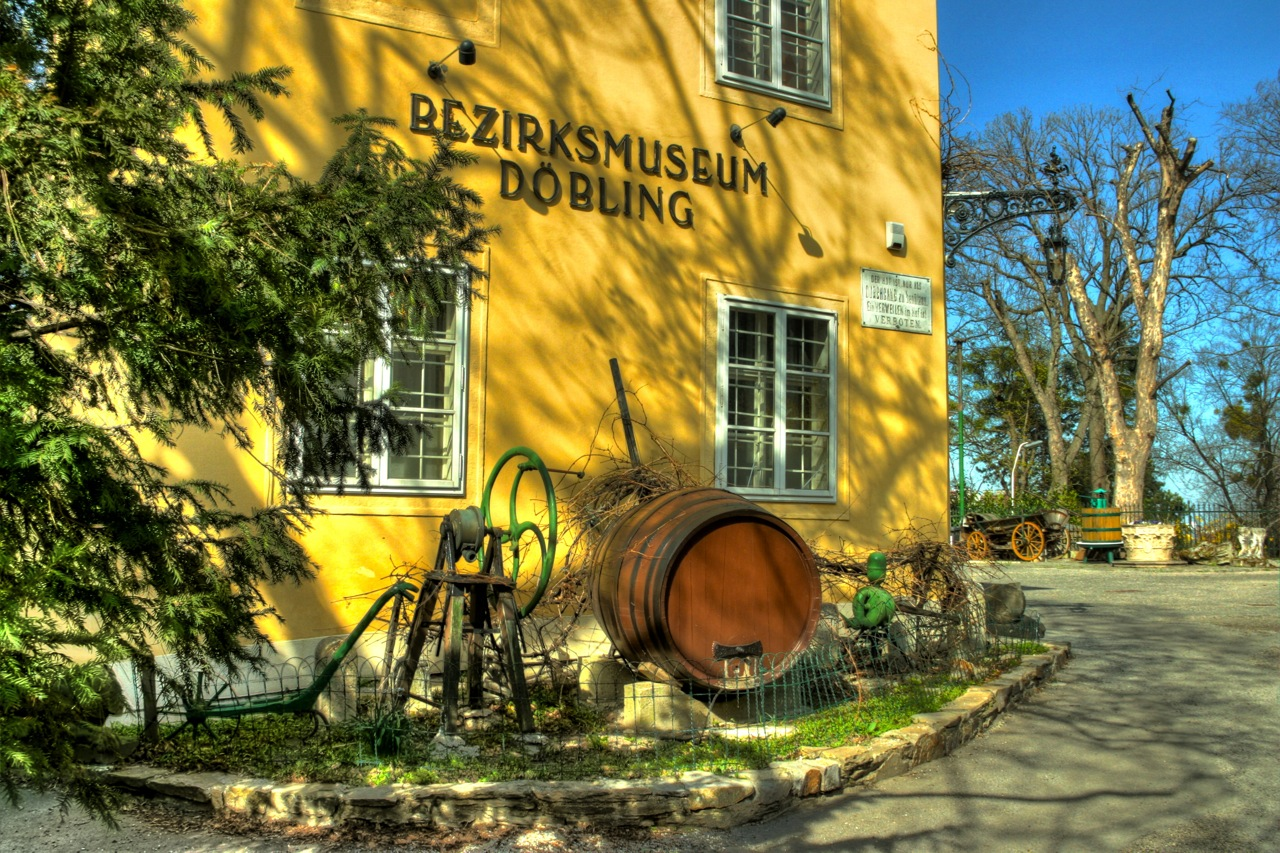
Bezirksmuseum Döbling, Frontansicht

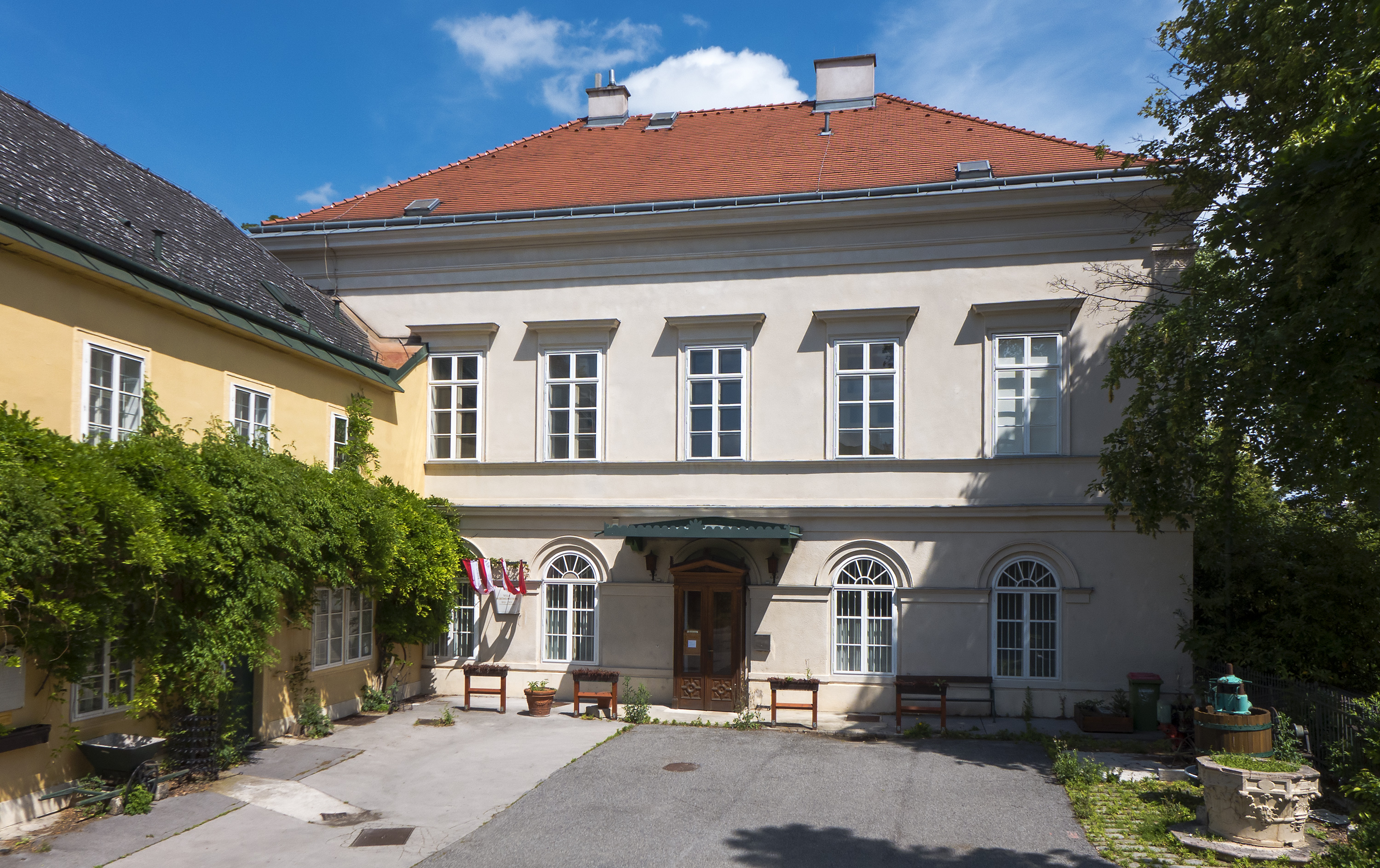
Villa Wertheimstein, links das Nonnenstöckl

Das Bezirksmuseum Döbling ist ein Museum im Wertheimsteinpark im 19. Wiener Gemeindebezirk Döbling.

## Geschichte
Das Bezirksmuseum Döbling wurde 1964 als Döblinger Heimatmuseum eröffnet und ist in der Villa Wertheimstein und dem älteren, „Nonnenstöckl“ genannten Teil untergebracht. Im Jahre 1971 wurde es in Bezirksmuseum Döbling – Villa Wertheimstein umbenannt. Ziel des Bezirksmuseums ist die Darstellung der Geschichte Döblings und des Weinbaus. Weiters veranstaltet der Museumsverein Konzerte, Vorträge und Sonderausstellungen.

## Sammlungen
Das Bezirksmuseum Döbling verfügt über mehrere, thematisch voneinander getrennte Säle. Ausgestellt werden etwa Funde aus der Ur- und Frühgeschichte des Bezirkes mit geologischen Informationen. Weiters zeigt ein Saal alte Darstellungen und Fotos aus den Bezirksteilen und ein Modell des ehemaligen Klosters auf dem Kahlenberg. Ein weiterer Saal beleuchtet die Verkehrsgeschichte des Bezirkes und zeigt Modelle der früheren Zahnrad- bzw. Drahtseilbahn. Neben der Darstellung der industriellen Entwicklung des Bezirks wird der berühmten Döblinger Ferdinand von Saar, Eduard von Bauernfeld und der Familie Wertheimstein gedacht. Im Keller befindet sich darüber hinaus ein eigenes Weinbaumuseum.